# Svenska basketligan 2014-2015
La Svenska basketligan 2014-2015 è stata la 62ª edizione del massimo campionato svedese di pallacanestro maschile. La vittoria finale è stata appannaggio dei Södertälje Kings.

## Regolamento
Rispetto alla precedente stagione, la Basketligan ha avuto un aumento di squadre partecipanti. Dalla Basketettan (seconda categoria) sono infatti salite Stockholm Eagles e Umeå BSKT a fronte del blocco delle retrocessioni. Gli Stockholm Eagles hanno però rinunciato alla promozione lasciando così la massima categoria con un numero dispari di squadre iscritte: 11.
Le 11 squadre partecipanti disputano una Regular Season composta da un triplo girone unico per un totale di 33 giornate. Al termine della stagione regolare, le prime otto classificate sono ammesse ai play-off per il titolo. È prevista una retrocessione in Basketettan.

## Regular season
|     | Squadra              | G  | V  | P  | PF   | PS   | P.ti | Qualificazione |
| --- | -------------------- | -- | -- | -- | ---- | ---- | ---- | -------------- |
| 1.  | Södertälje Kings     | 34 | 26 | 8  | 2956 | 2684 | 52   | playoffs       |
| 2.  | Borås Basket         | 34 | 25 | 9  | 3020 | 2755 | 50   | playoffs       |
| 3.  | Norrköping Dolphins  | 34 | 25 | 9  | 2967 | 2676 | 50   | playoffs       |
| 4.  | LF Basket Norrbotten | 34 | 23 | 11 | 2919 | 2660 | 46   | playoffs       |
| 5.  | Sundsvall Dragons    | 34 | 21 | 13 | 2953 | 2855 | 42   | playoffs       |
| 6.  | Uppsala Basket       | 34 | 21 | 13 | 2945 | 2663 | 42   | playoffs       |
| 7.  | Solna Vikings        | 34 | 15 | 19 | 2800 | 2823 | 30   | playoffs       |
| 8.  | KFUM Nässjö Basket   | 34 | 10 | 24 | 2459 | 2721 | 20   | playoffs       |
| 9.  | Umeå BSKT            | 34 | 8  | 26 | 2542 | 3028 | 16   |                |
| 10. | Jämtland Basket      | 34 | 7  | 27 | 2717 | 3037 | 14   |                |
| 11. | Eco Örebro           | 34 | 6  | 28 | 2677 | 3053 | 12   |                |

## Playoff
|  | Quarti di finale | Quarti di finale  | Quarti di finale  |                |                 | Semifinali   | Semifinali | Semifinali |  |  | Finali | Finali     | Finali |
|  |                  |                   |                   |                |                 |              |            |            |  |  |        |            |        |
|  | 1.               | Södertälje        | 3                 |                |                 |              |            |            |  |  |        |            |        |
|  | 8.               | KFUM Nassjo       | 0                 |                |                 |              |            |            |  |  |        |            |        |
|  | 8.               | KFUM Nassjo       | 0                 |                | 1.              | Södertälje   | 4          |            |  |  |        |            |        |
|  |                  |                   |                   |                | 1.              | Södertälje   | 4          |            |  |  |        |            |        |
|  |                  | 5.                | Sundsvall Dragons | 1              |                 |              |            |            |  |  |        |            |        |
|  | 4.               | 5.                | Sundsvall Dragons | 1              | LF Basket       | 0            |            |            |  |  |        |            |        |
|  | 4.               |                   |                   |                | LF Basket       | 0            |            |            |  |  |        |            |        |
|  | 5.               | Sundsvall Dragons | 3                 |                |                 |              |            |            |  |  |        |            |        |
|  |                  |                   |                   |                |                 |              |            |            |  |  | 1.     | Södertälje | 4      |
|  |                  |                   | 6.                | Uppsala Basket | 1               |              |            |            |  |  |        |            |        |
|  | 2.               | Borås Basket      | 3                 |                |                 |              |            |            |  |  |        |            |        |
|  | 7.               | Solna Vikings     | 1                 |                |                 |              |            |            |  |  |        |            |        |
|  | 7.               | Solna Vikings     | 1                 |                | 2.              | Borås Basket | 2          |            |  |  |        |            |        |
|  |                  |                   |                   |                | 2.              | Borås Basket | 2          |            |  |  |        |            |        |
|  |                  | 6.                | Uppsala Basket    | 4              |                 |              |            |            |  |  |        |            |        |
|  | 3.               | 6.                | Uppsala Basket    | 4              | Norrk. Dolphins | 2            |            |            |  |  |        |            |        |
|  | 3.               |                   |                   |                | Norrk. Dolphins | 2            |            |            |  |  |        |            |        |
|  | 6.               | Uppsala Basket    | 3                 |                |                 |              |            |            |  |  |        |            |        |

| Svenska Basketligan 2014-2015 |
| ----------------------------- |
| Södertälje Kings 10º titolo   |

## Squadra vincitrice
| N° | Naz.                            | Ruolo | Sportivo          |      | Alt. |  |
| -- | ------------------------------- | ----- | ----------------- | ---- | ---- |  |
| 4  | Svezia (bandiera)               | C     | Carl Engström     | 1991 | 216  |  |
| 5  | Svezia (bandiera)               | A     | Jesper Andersson  | 1986 | 203  |  |
| 6  | Svezia (bandiera)               | G     | Erik Johansson    | 1996 | 195  |  |
| 7  | Svezia (bandiera)               | G     | Chris Czerapowicz | 1991 | 199  |  |
| 8  | Svezia (bandiera)               | G     | Sheriff Drammeh   | 1996 | 186  |  |
| 9  | Croazia (bandiera)              | A     | Toni Bizaca       | 1982 | 202  |  |
| 10 | Stati Uniti (bandiera)          | P     | John Roberson     | 1988 | 180  |  |
| 11 | Croazia (bandiera)              | G     | Dino Butorac      | 1990 | 193  |  |
| 12 | Danimarca (bandiera)            | AP    | Darko Jukić       | 1990 | 200  |  |
| 13 | Svezia (bandiera)               | P     | Mike Joseph       | 1991 | 184  |  |
| 14 | Stati Uniti (bandiera)          | A     | Aaron Anderson    | 1991 | 201  |  |
| 15 | Svezia (bandiera)               | P     | Filip Kovacek     | 1995 | 182  |  |
|    | Bosnia ed Erzegovina (bandiera) | All.  | Vedran Bosnić     |      |      |  |